# Збережіть українську культуру
Збережіть українську культуру — спільний проєкт Міністерства культури та інформаційної політики України та телеком-оператора Vodafone Україна, спрямований на залучення благодійних коштів для відновлення та збереження культурної спадщини в Україні, що постраждали в результаті повномасштабного вторгнення Росії в Україну з 24 лютого 2022 року. Проєкт було презентовано напередодні 31-річниці незалежності України 22 серпня 2022 року.

## Основні принципи
Сам проєкт започаткований для збирання коштів, що будуть направлені на відновлення та збереження об'єктів культурної спадщини в Україні, що були зруйновані чи знищені в результаті повномасштабного вторгнення Росії в Україну. Станом на 22 серпня 2022 року серйозно пошкоджено або зруйновано військами РФ 469 об'єктів культурної спадщини України. Збитки вже становлять сотні мільйонів гривень. Проєкт було презентовано заступницею міністра культури та інформаційної політики України з питань цифрового розвитку, цифрових трансформацій і цифровізації Анастасією Бондар та директоркою з корпоративного управління і контролю Vodafone Україна Ольгою Дейнегою.
Для надання допомогти всі бажаючі люди, а також інституції, меценати та іноземні уряди можуть перерахувати будь-яку суму на спеціальний рахунок міністерства культури та інформаційної політики в Національному банку. Окрім того, небайдужі меценати мають можливість стати головним донором будь-якого об'єкта, перерахувавши всю необхідну суму для відновлення та назавжди стати поважним гостем цього закладу. Перегляду та обрання локацій сприяє спеціально створений сайт даного проєкту: https://restore.mkip.gov.ua/. Незабаром з'явиться можливість обрати конкретний напрямок допомоги, наприклад, відновити дах, вікна чи інтер'єр. Загалом кошти будуть спрямовуватись на охорону, евакуацію, захист і збереження культурних цінностей, підтримку діяльності закладів культури та мистецтва, що постраждали внаслідок бойових дій.
|  | «Долучитися може кожен, важливий будь-який внесок. Так само, як ми збираємо на дрони для армії, ми можемо збирати на збереження та відновлення нашої культурної спадщини після рашистської навали», — зазначили у Міністерстві культури та інформаційної політики. |

## Портал проєкту
На порталі об'єкти культурної спадщини в Україні розподілені за статусом: «зруйновано», «пошкоджено» та «закрито». Також визначено статус об'єкта: бібліотеки, музеї, Будинок культури, Пам'ятка культурної спадщини, релігійні споруди. Перед презентацією на портал було завантажено 15 об'єктів. Для реставрації лише їх потрібно орієнтовно 470 мільйонів гривень.
Об'єкти, що зазнали руйнації та пошкоджень станом на кінець серпня 2022 року:
- Музеї — 36;
- Релігійні споруди — 165
- Старовинні будівлі — 219
- Всього постраждало — 469